# Elephantomyia (Elephantomyodes) mackerrasi
Elephantomyia (Elephantomyodes) mackerrasi is een tweevleugelige uit de familie steltmuggen (Limoniidae). De soort komt voor in het Oriëntaals gebied.